# Penicillium resedanum
Penicillium resedanum är en svampart som beskrevs av McLennan & Ducker 1954. Penicillium resedanum ingår i släktet Penicillium och familjen Trichocomaceae.   Inga underarter finns listade i Catalogue of Life.